# Narragodes ochreata
Narragodes ochreata är en fjärilsart som beskrevs av Paul Dognin 1922. Narragodes ochreata ingår i släktet Narragodes och familjen mätare. Inga underarter finns listade i Catalogue of Life.